# Невероятна история
„Невероятна история“ е български игрален филм (комедия) от 1964 година на режисьора Владимир Янчев, по сценарий на Радой Ралин. Оператори са Неделчо Нанев и Георги Славчев. Музиката във филма е композирана от Петър Ступел.

## Сюжет
Хумористът Зарков предава на главния редактор парлив фейлетон и молба за отпуск. Шефът неволно разменя парафите – казва „да“ на фейлетона и „не“ на молбата. Зарков заминава без да знае за недоразумението. Сатирата за измисления герой Караиванов – „събирателен образ“ на бюрократ, се възприема като истински случай. Стотици Караивановци на важни постове се виждат изобличени и застрашени. Предвождани от циничен адвокат, те се втурват да искат опровержение. В паника главният редактор изпраща да търсят спешно сатирика Зарков, който безгрижно разпуска с приятелката си някъде по Черноморието. Междувременно се разбира, че фейлетонът много се е харесал на началниците „горе“. Когато бесните Караивановци нахлуват в стаята на Зарков, затрупват ги хиляди писма на благодарни читатели…

## Състав

### Актьорски състав
| Роля                    | Изпълнител |
| ----------------------- | --- |
| Главният редактор       | Георги Черкелов |
| Другаря Зарков          | Рангел Вълчанов |
| Адвокатът Егаров        | Георги Попов |
| Командирът на пожарната | Георги Калоянчев |
| Професор Караиванов     | Пенчо Петров |
|                         | Стоян Стойчев |
| Нели                    | Бистра Гутева |
| Шофьорът                | Григор Вачков |
| Бащата                  | Енчо Тагаров |
|                         | Георги Карев |
|                         | Нейчо Попов |
| Отговорният секретар    | Радой Ралин |
|                         | Цвятко Николов |
|                         | Петър Божилов |
|                         | Енчо Багаров |
| Художникът              | Георги Парцалев |
| Попът                   | Иван Хаджирачев |
| Треньорът               | Никола Дадов |
| Магазинерът             | Трифон Джонев |
| съпругата               | Татяна Лолова |
| В епизодите:            | Народен артист Мими Балканска Заслужил артист Елена Хранова Донка Шаралиева Цонка Митева Меди Димитрова Минка Сюлеймезова (като Минка Сюлемезова) Люси Попова Алеко Минчев Димитър Миланов Никола Клисуров Найчо Петров Иван Братанов Димитър Добрилов Никола Динев Стоил Попов Герасим Младенов (като Герасм Младенов) Стефан Бобчев Васил Попов Хиндо Касимов (като Хиндо Касемов) Борис Бозаков Иван Пожарски Валентин Русецки Жарко Павлович Теофан Хранов Динко Динев Борислав Иванов Любен Михайлов Яким Михов Наум Шопов (некредитиран) |

### Творчески и технически екип
| Режисьор                | Владимир Янчев                                                                     |
| Сценарий                | Радой Ралин                                                                        |
| Оператори               | Георги Славчев Неделчо Нанев                                                       |
| Музика                  | Петър Ступел                                                                       |
| Художник                | Неделчо Нанев                                                                      |
| Звук                    | Евгени Ганчев                                                                      |
| Комбинирани снимки      | Оператор: Симеон Симеонов Художник: Минчо Минчев Асистент-оператор: Иван Манев     |
| Костюми                 | Вики Бениеш                                                                        |
| Втори художник          | Белин Белинов                                                                      |
| Архитект                | Мария Иванова                                                                      |
| Редактор                | Иван Шулев                                                                         |
| Грим                    | Манол Ловджиев                                                                     |
| Монтаж                  | Ана Манолова                                                                       |
| Асистент-режисьори      | Александър Деянов Боян Маринчев Мария Радучева                                     |
| Асистент-оператори      | Иван Велчев Иван Казанджиев                                                        |
| Организатор на снимките | Весела Димитрова                                                                   |
| Директор                | Димитър Геошев                                                                     |
| Разпространител         | Българска кинематография Студия за игрални филми „Бояна“, първи творчески колектив |